# José María Velasco Ibarra
José María Velasco Ibarra (19. březen 1893, Quito – 30. březen 1979, Quito) byl ekvádorský politik, zastávající ve 20. století celkem pětkrát úřad prezidenta země. Měl autoritářské tendence, takže většina jeho funkčních období byla ukončena vojenským státním převratem. Některá vyústila dokonce ve vlády vojenských junt (viz vojenská diktatura v Ekvádoru).

## Životopis
Po nabytí vzdělání v Evropě, mimo jiné i na pařížské Sorbonně, započal svoji politickou dráhu v tehdejší ekvádorské správě.
Po dobu 12 let psával pod pseudonymem "La Briolle" sloupky do největších deníků, např. do El Comercia. Stavěl se v nich proti korupci v politice ve svojí vlasti a odsuzoval volební podvody.

## Galerie

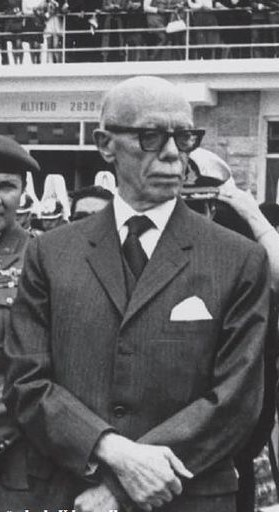
José María Velasco Ibarra
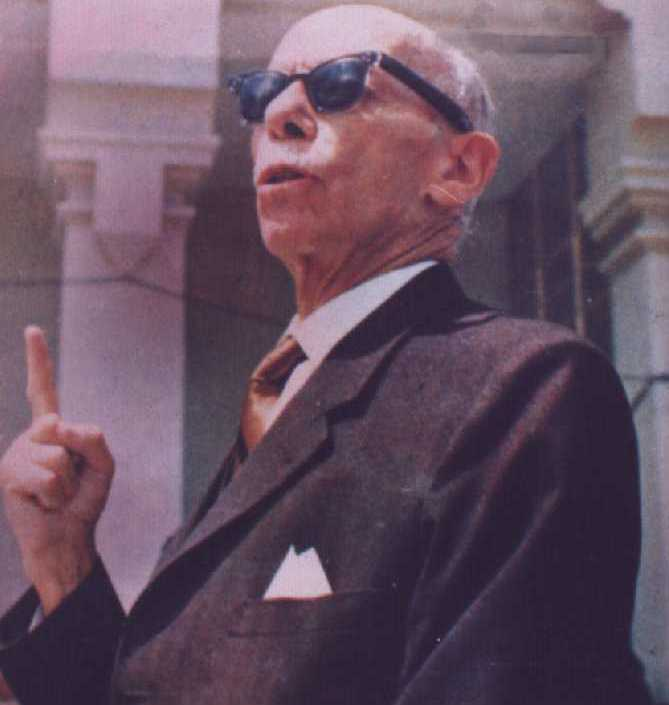
José María Velasco Ibarra
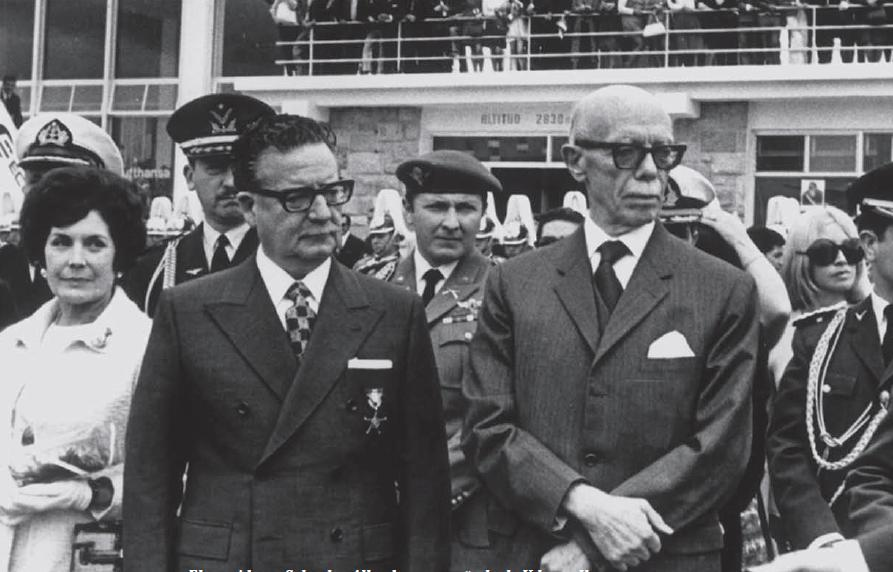
Zleva: S. Allende a José María Velasco Ibarra